# Шабаново (Струго-Красненский район)
Шабаново — нежилая деревня в Струго-Красненском районе Псковской области России. Входит в состав сельского поселения «Новосельская волость».

## География
Находится на северо-востоке региона, в восточной части района, вблизи административной границы с Новгородской областью, в лесной местности около д. Лудони, на реке Уда. Произрастает ель, берёза.
Уличная сеть не развита.

## История
Согласно Закону Псковской области от 28 февраля 2005 года деревня Шабаново вошла в состав образованного муниципального образования Хрединская волость с 1 января 2006 года.
До апреля 2015 года деревня Шабаново входила в Хрединскую волость.
В соответствии с Законом Псковской области от 30 марта 2015 года № 1508-ОЗ деревня Шабаново, вместе с другими селениями упраздненной Хрединской волости, вошла в состав образованного муниципального образования Новосельская волость.

## Население
| 2001 | 2002 | 2010 | 2011 |
| ---- | ---- | ---- | ---- |
| 2    | ↗6   | ↘0   | ↗1   |

## Инфраструктура
Дачи.

## Транспорт
Просёлочные дороги.